# Norbert Thimm
Norbert Thimm (* 21. August 1949 in Dortmund) ist ein ehemaliger deutscher Basketballnationalspieler. Er war 1972 der erste deutsche Basketballer, der als Profisportler einen Vertrag bei einem ausländischen Basketballclub erhielt.

## Karriere
Norbert Thimm spielte bereits als Dortmunder Schüler in der Basketball-Bundesligamannschaft des SSV Hagen.
Im Oktober 1968 wurde der Bundesligaspieler, er galt damals als ein besonders talentierter Perspektivspieler, vom Bundestrainerrat des Deutschen Basketball Bundes (DBB), unter Vorsitz des damaligen Vize-Präsidenten und Sportwart des DBB Anton Kartak, in den fünfzigköpfigen „Olympiakader 1972“ berufen. Das Olympiaaufgebot war zusammengestellt worden, um frühzeitig mit der konzentrierten Trainingsvorbereitung auf das Basketballturnier der Olympischen Sommerspiele 1972 in München sowie zwei Europameisterschaften in den Jahren 1969 und 1971 zu beginnen (Norbert Thimm nahm als einer von sieben DBB-Teilnehmern an den XX. Olympischen Sommerspielen 1972 an allen drei internationalen Turnieren teil).
Zusammen mit Jochen Pollex, ebenfalls ein Spieler der im Oktober 1968 veröffentlichten „Kartak-Liste“, wechselte Thimm zur Saison 1969/1970 zum TuS 04 Leverkusen. Mit den beiden Nationalspielern gelang den Leverkusenern in ihrer zweiten Bundesligasaison das Double aus Meisterschaft und Pokal, wobei Thimm als Center meist einer der spielentscheidenden Spieler seiner Mannschaft war. Im Spieljahr 1970/71 verteidigte Leverkusen das Double erfolgreich und 1971/72 gelang der dritte Meisterschaftserfolg in Folge.
Bereits in seiner ersten Saison beim TuS 04 spielte Thimm, unter dem damaligen Bundestrainer Miloslav Kříž, als Stammspieler in der A-Nationalmannschaft des DBB, die sich aber 1969 in Thessaloniki (Griechenland) nicht für die Europameisterschaft 1969 qualifizierte. Bei der Europameisterschaft 1971 in Deutschland belegte die deutsche Nationalmannschaft den neunten Rang. Thimm zeichnete sich als einer der stärksten Rebounder des Turniers aus.
Im Jahr darauf war Deutschland erneut Gastgeber eines Saisonhöhepunktes. Im Aufgebot für die XX. Olympischen Spiele 1972 in München standen neben Norbert Thimm mit Aufbauspieler Dieter Kuprella, Flügelspieler Jochen Pollex und dem Center Dietrich Keller vier Spieler vom amtierenden deutschen Meister. Beim olympischen Basketballturnier in München kam Norbert Thimm, damals 23 Jahre alt, in allen neun Spielen, unter Bundestrainer Theodor Schober, zum Einsatz und erzielte insgesamt 143 Punkte, bei 32 gegen ihn gepfiffenen Fouls. Damit war Thimm bester Werfer des deutschen Olympiaaufgebots und zugleich einer der erfolgreichsten Werfer des olympischen Basketballturniers 1972 in München.
Unmittelbar im Anschluss an die Olympischen Sommerspiele 1972 wechselte Thimm nach Spanien. Eigener Aussage nach hatte er sich bereits vor dem Olympiaturnier mit Real Madrid auf einen Vertrag geeinigte, habe diesen aber geheim halten müssen, um nicht seinen Amateurstatus und seine Olympiateilnahme zu gefährden. Er gewann 1973 und 1974 die spanische Meisterschaft, der Durchbruch als ständiger Spieler der „ersten Fünf“ gelang ihm in dieser Zeit allerdings nicht. 1974 kehrte er nach Leverkusen zurück und gewann auf Anhieb den DBB-Pokal. 1976 holte Leverkusen mit Thimm zum dritten Mal das Double, 1979 gelang der fünfte Meisterschaftserfolg. 1981 beendete Norbert Thimm nach einigen Verletzungen seine Spielerlaufbahn. Für Leverkusen hatte er 255 Bundesliga-Spiele bestritten und im Schnitt 16,3 je Begegnung erzielt.
Nach dem Scheitern in der EM-Qualifikation 1975 zog sich Thimm aus der Nationalmannschaft zurück, kehrte aber 1979 noch einmal für zwölf Länderspiele zurück. Thimm gehörte während seines Studiums auch zur deutschen Hochschulauswahl und vertrat Deutschland mehrfach bei der Universiade.
Mitte der 1970er Jahre begann der Diplom-Psychologe in der Personalabteilung der Bayer AG seine berufliche Tätigkeit in Leverkusen. Er war bis zu seinem altersbedingten Ausscheiden aus dem langjährigen Arbeitsverhältnis im Jahr 2011 stets mit Aufgaben der Personalauswahl und der Personalentwicklung befasst. Dem Basketballsport bzw. dem Sport allgemein blieb er, neben seiner beruflichen Tätigkeit, als Trainer und Funktionär eng verbunden. Als „Ruheständler“ war Thimm unter anderem bei zwei Sportagenturen als Partner tätig, beriet junge Basketballspieler unter anderem in Laufbahnfragen. Im April 2022 veröffentlichte er das Buch „Coaching und Training“, in dem er sportliche und außersportliche Aufgaben der Betreuung und Förderung im Leistungssport darstellte. Thimm war Vorsitzender der Arbeitsgemeinschaft 1. Damen-Basketball-Bundesliga.
Thimms drei Kinder spielten Basketball, seine Tochter Birte Thimm war Nationalspielerin.